# Francesca Manzon
Francesca Manzon (23 giugno 1997) è una calciatrice italiana, di ruolo centrocampista.

## Carriera

### Club
Francesca Manzon si appassiona al calcio fin da giovanissima e decide di tesserarsi con la società dove già gioca il fratello, l'Union Rorai con sede ad Porcia, dove gioca con i maschietti nelle formazioni miste fino alla categoria Esordienti.
Arrivata ai 13 anni, età massima consentita dalla federazione per giocare nelle formazioni miste, trova un accordo con il Graphistudio Pordenone, che le offre l'opportunità di continuare la carriera agonistica in una formazione interamente formata da ragazze. Manzon dopo aver vestito la maglia neroverde con la formazione iscritta al Campionato Primavera, grazie alle sue prestazioni viene ben presto inserita in rosa nella formazione titolare. Con il Pordenone gioca due stagioni, debuttando in Serie A solo nella seconda, la 2014-2015, alla seconda di campionato, nell'incontro vinto sull'Orobica per 1-0 l'11 ottobre 2014. Al termine della stagione, conclusa con la retrocessione del Pordenone, decide di svincolarsi, congedandosi dalla società con un tabellino personale di 18 presenze.
Durante il calciomercato estivo Manzon trova un accordo con la neopromossa Permac Vittorio Veneto.